# Farmacovigilență
Farmacovigilența este o știință farmaceutică ocupată cu colectarea, detectarea și prevenirea efectelor adverse cauzate de produsele farmaceutice. Etimologia termenului provine de la cuvântul grecesc pharmakon (medicament) și cuvântul latin vigilare (a supraveghea). 